# Cha’anpu (köpinghuvudort i Kina, Hunan Sheng, lat 28,63, long 111,16)
Cha'anpu (kinesiska: 茶庵铺, 茶庵铺镇) är en köpinghuvudort i Kina. Den ligger i provinsen Hunan, i den södra delen av landet, omkring 180 kilometer väster om provinshuvudstaden Changsha. Antalet invånare är 22 414. Befolkningen består av 10 933 kvinnor och 11 481 män. Barn under 15 år utgör 14,0 %, vuxna 15-64 år 70 %, och äldre över 65 år 14,0 %.
Runt Cha'anpu är det ganska tätbefolkat, med 185 invånare per kvadratkilometer. Cha'anpu är det största samhället i trakten. I omgivningarna runt Cha'anpu växer i huvudsak blandskog.
Genomsnittlig årsnederbörd är 1 918 millimeter. Den regnigaste månaden är maj, med i genomsnitt 316 mm nederbörd, och den torraste är december, med 44 mm nederbörd.